# ジョセフ・カレイア
ジョセフ・カレイア（Joseph Calleia、1897年8月4日 - 1975年10月31日）は、マルタの俳優。

## 出演作品
- アラモ（フアン・セギン）
- 熱い血
- 狂った野獣
- 開拓者の血
- 黒い罠
- 野性の息吹き
- 愛のセレナーデ
- 小さな無法者
- 黄金の銃座
- 底抜けやぶれかぶれ
- 血ぬられし欲情
- ヴァレンチノ
- 烙印
- 西部の四人
- 凸凹持逃げ騒動
- 誘拐魔
- ギルダ
- 誰が為に鐘は鳴る
- 復讐！反ナチ地下組織／裏切り者を消せ
- ガラスの鍵
- ジャングル・ブック
- 砂丘の敵
- 復讐のゴリラ男
- 恐るべき告白
- ゴリラの脅迫状
- ゴールデン・ボーイ
- カスバの恋
- マリー・アントアネットの生涯
- 僕の脱走記
- 愛怨二重奏
- 夕陽特急
- 港に異状なし
- 男性No. 1